# Copenhagenize Index

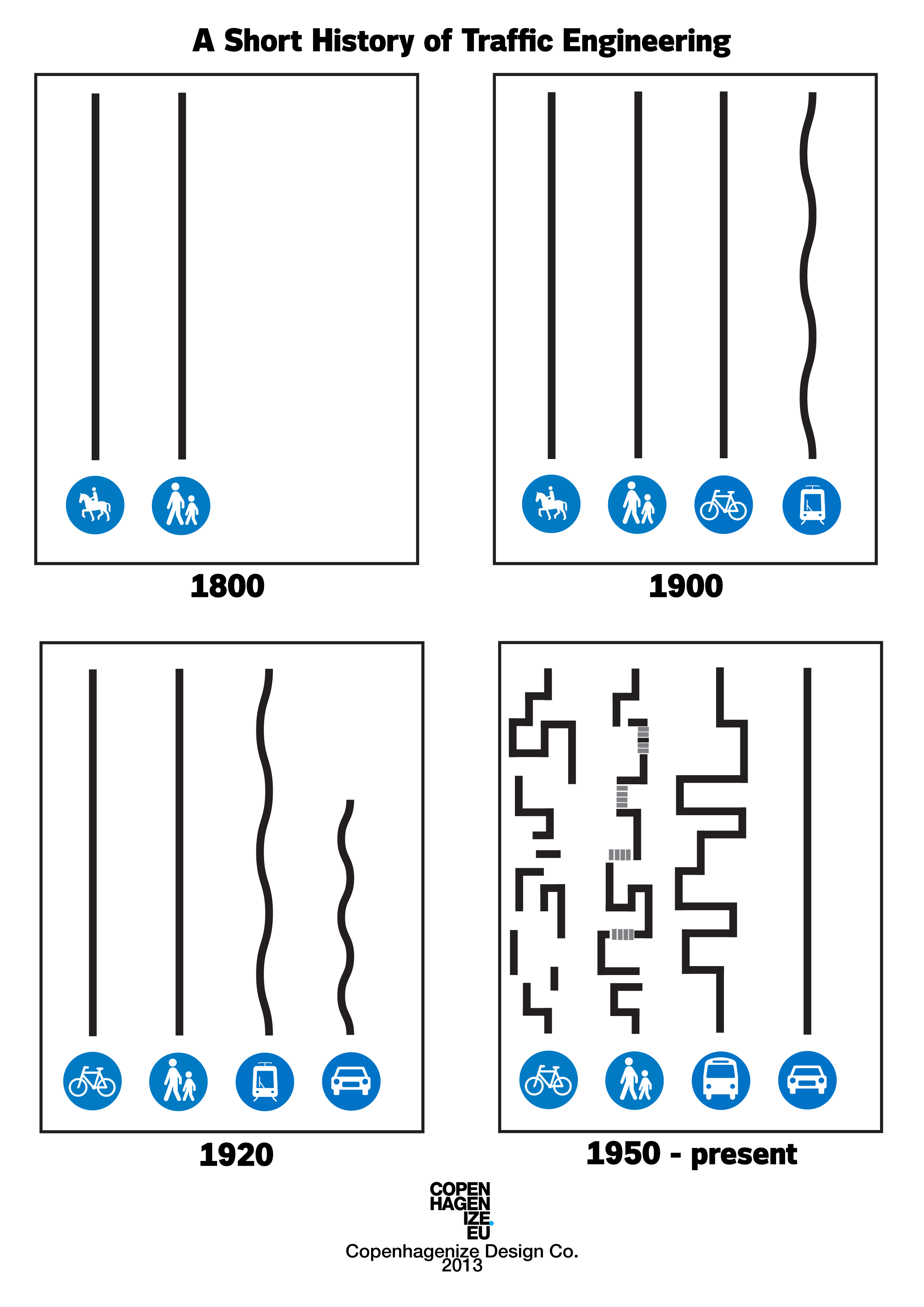
Copenhagenize-Poster

Der Copenhagenize Index wird von der dänischen Copenhagenize Design Company durchgeführt und vergibt Noten an Städte für ihre Bemühungen, das Fahrrad als Verkehrsform zu etablieren. Anhand von 13 Kriterien werden Städte mit mehr als 600.000 Einwohnern alle zwei Jahre einem Ranking unterzogen. Der Index gibt einen Überblick über die weltweite Entwicklung in Sachen Großstadt-Radverkehr.

## Historie
Auf Anregung des dänischen Architekten Jan Gehl wurden ab 1962 einige Straßen in Kopenhagen für den Autoverkehr gesperrt und so ein kontinuierlicher Umbau zu einer Stadt für Menschen eingeleitet. Sein Buch gleichen Namens wurde 2015 übersetzt.
Mittlerweile pilgern Architekten und Stadtplaner in Scharen nach Kopenhagen und Beratungsunternehmen wie die Copenhagenize Design Company haben sich darauf spezialisiert, das Konzept zu exportieren.
Jan Gehl tritt sehr entschieden für seine Ideen ein und argumentiert, dass die Stadtplanung der vergangenen fünfzig Jahre zigtausende Menschenleben gekostet hätte, weil sie einseitig auf motorisierten Verkehr ausgerichtet war und die Menschen in einem Zustand permanenter Bewegungslosigkeit gehalten hätte. Studien führen an, dass jeder mit dem Fahrrad zurückgelegte Kilometer der Volkswirtschaft 23 Eurocent einbringen und jeder Auto-Kilometer die Allgemeinheit 16 Eurocent kosten würde.
Der frühere Blogger Mikael Colville-Andersen prägte den Begriff Copenhagenize in der heutigen Bedeutung. Im Jahr 2006 begann er mit seinem Fotoblog, 2009 gründete er die Agentur Copenhagenize Design, die Städte und Regierungen zur Förderung des Fahrrades berät. Allein in Freiburg können durch eine konsequent ökologische Mobilität darüber hinaus in einem Zeitraum von 15 Jahren 200 Leben durch saubere Luft und mehr Ruhe gerettet werden.

## Bewertungsverfahren
Für jedes der 13 Bewertungskriterien werden 0 – 4 Punkte vergeben. Zusätzlich können weitere 12 Punkte für besondere Ergebnisse oder Planungen vergeben werden.
Im Unterschied zum Deutschen Fahrradklima-Test vom ADFC werden beim Copenhagenize Index auch stadtplanerische Programme berücksichtigt. Deshalb gilt der Index auch eher als ein Ranking für Stadtplaner und weniger als eine Empfehlung für Radfahrer.
Aus diesem Grund ist der Copenhagenize Index, bei dem Berlin im Jahr 2011 auf Platz 5 gelistet wurde, auch kaum mit dem Fahrradklima-Test vergleichbar, bei dem Berlin im Jahr 2014 nur auf Platz 30 von insgesamt 39 deutschen Großstädten landete.
Bewertet wurden im Jahr 2011 zunächst 80 Städte, 2013 waren es 150. Für 2015 hat man 122 Großstädte in die Bewertung aufgenommen, die mehr als 600.000 Einwohner haben.
Bewertungskriterien:
| 1. Interessenvertretung                                   | Wie viel Einfluss haben NGOs auf die Verkehrspolitik der Stadt?                              |
| 2. Fahrrad-Kultur                                         | Wird das Stadtbild von Fahrrädern geprägt?                                                   |
| 3. Fahrrad-Einrichtungen                                  | Gibt es Fahrradständer, Parkmöglichkeiten, (Treppen-)Rampen, Transportmöglichkeiten im ÖPNV? |
| 4. Fahrrad-Infrastruktur                                  | Gibt es vom Auto-Verkehr getrennte Radwege und Rad-Schnellwege?                              |
| 5. Leihräder                                              | Gibt es Leihfahrrad-Systeme?                                                                 |
| 6. Geschlechterverteilung                                 | Fahren auch viele Frauen mit dem Rad?                                                        |
| 7. Anteil Radverkehr                                      | Welchen Anteil hat das Fahrrad am Gesamtverkehr?                                             |
| 8. Entwicklung des Anteils                                | Wie hat sich der Anteil am Gesamtverkehr seit 2006 entwickelt?                               |
| 9. Subjektives Sicherheitsgefühl auf Seiten der Radfahrer | Wird das Fahrradfahren als sicher wahrgenommen?                                              |
| 10. Politik                                               | Wie ist das politische Klima?                                                                |
| 11. Gesellschaftliche Akzeptanz                           | Wie wird das Fahrrad von Nicht-Radfahrern akzeptiert?                                        |
| 12. Stadtplanung                                          | Gibt es innerhalb der Stadtplanung genügend Fahrrad-Experten?                                |
| 13. Verkehrsberuhigung                                    | Werden Tempo-30 Zonen ausgewiesen?                                                           |

## Rangliste
|                | Land | 2011 | 2013 | 2015 | 2017 | 2019 |
| -------------- | ---- | ---- | ---- | ---- | ---- | ---- |
| Kopenhagen     | DEN  | 2    | 2    | 1    | 1    | 1    |
| Utrecht        | NED  |      | 3    | 3    | 2    | 3    |
| Amsterdam      | NED  | 1    | 1    | 2    | 3    | 2    |
| Straßburg      | FRA  |      |      | 4    | 4    | 5    |
| Malmö          | SWE  |      | 9    | 6    | 5    |      |
| Bordeaux       | FRA  |      | 5    | 8    | 6    | 6    |
| Antwerpen      | BEL  |      | 7    | 9    | 7    | 4    |
| Ljubljana      | SVN  |      |      | 13   | 8    | 14   |
| Tokyo          | JPN  | 4    | 12   |      | 9    | 16   |
| Berlin         | GER  | 5    | 10   | 12   | 10   | 15   |
| Barcelona      | ESP  | 3    | 17   | 11   | 11   | 13   |
| Wien           | AUT  | 19   |      | 16   | 12   | 9    |
| Paris          | FRA  | 7    | 19   | 17   | 13   | 8    |
| Sevilla        | ESP  |      | 4    | 10   | 14   |      |
| München        | GER  | 6    | 13   |      | 15   |      |
| Nantes         | FRA  |      | 6    | 7    | 16   |      |
| Hamburg        | GER  | 11   | 20   | 19   | 17   | 20   |
| Helsinki       | FIN  | 15   |      |      | 18   | 10   |
| Oslo           | NOR  |      |      |      | 19   | 7    |
| Montreal       | CAN  | 8    | 14   | 20   | 20   | 18   |
| Eindhoven      | NED  |      | 8    | 5    |      |      |
| Buenos Aires   | ARG  |      |      | 14   |      |      |
| Dublin         | IRL  | 9    | 11   | 15   |      |      |
| Minneapolis    | USA  |      |      | 18   |      |      |
| Nagoya         | JPN  |      | 15   |      |      |      |
| Rio de Janeiro | BRA  | 18   | 16   |      |      |      |
| Budapest       | HUN  | 10   | 18   |      |      |      |
| Guadalajara    | MEX  | 12   |      |      |      |      |
| Portland       | USA  | 13   |      |      |      |      |
| Stockholm      | SWE  | 14   |      |      |      |      |
| London         | GBR  | 16   |      |      |      |      |
| San Francisco  | USA  | 17   |      |      |      |      |
| New York       | USA  | 20   |      |      |      |      |
| Bremen         | GER  |      |      |      |      | 11   |
| Bogotá         | COL  |      |      |      |      | 12   |
| Taipeh         | TWN  |      |      |      |      | 17   |
| Vancouver      | CAN  |      |      |      |      | 19   |

Quelle

## Herausgehobene gute Beispiele
Der Copenhagenize Index will mit guten Beispielen weitere Städte anstiften ihr Modell zu übernehmen:
- In Kopenhagen sind gleich drei Fahrradbrücken über den Hafen gebaut worden: Die auch architektonisch sehenswerten Fahrrad-Hafenspangen Trangravsbroen, Proviantbroen und Cykelslangen (deutsch: „die Fahrradschlange“). Weitere vier innerstädtische Fahrradbrücken sind in Planung.[11][15]
- In Kopenhagen gibt es auf mehreren Strecken eine grüne Welle. Die dafür nötige Geschwindigkeit von 20 km/h wird über in der Fahrbahn eingelassene LED-Lichter angezeigt, so dass die Radfahrer ihr Tempo entsprechend anpassen können.[11][16] Die Anpassung der grünen Welle auf das Fahrrad-Geschwindigkeitsniveau war dabei nicht einmal negativ für den Autoverkehr.[17]
- Kopenhagen setzt auf autofreie Fahrrad-Schnellverkehrswege und -Hochstraßen, mit denen die Vorstädte mit der Altstadt verbunden werden. Weitere neun „Supercykelstier“ sollen in den nächsten Jahren folgen.[15][16]
- In Kopenhagen fühlen 75 % der Radfahrer sich sicher oder sehr sicher. Das wird belegt durch Unfallzahlen, nach denen ein Fahrradfahrer 100 Mal um die Erde fahren müsste (entspricht 4,1 Mio. km), bevor er im statistischen Mittel einen schweren Unfall erleidet.[11]
- In Kopenhagen wird das Fahrrad als Alltagsgegenstand eingesetzt und kaum als „Hipsterfahrzeug“.[18]
- Ziel von Kopenhagen ist es, dass im Jahr 2025 die Hälfte aller städtischen Wege zu Arbeitsplatz, Schule oder Ausbildungsplatz mit dem Rad zurückgelegt werden.[15]
- In Berlin wird die große Zahl an Lastenfahrrädern gelobt.[19]
- Paris will Cycling Capital of the World 2020 werden und will sein Radwegenetz auf 1.400 Kilometer verdoppeln. Sein Verleih-System „Vélib’“[Anm. 2] mit 1.700 Stationen[20]:S. 14 wird um eine E-Bike-Flotte erweitert.[21]
- In Bogota werden jeden Sonntag 121 Kilometer Straße für die Ciclovía gesperrt.[21]
- In Malmö wurde an 28 Kreuzungen ein Vorfahrtsystem für den Fahrradverkehr eingerichtet.[20]:S. 6
- In Tokio klappt das Miteinander durch die tolerante und disziplinierte Mentalität der Einheimischen besonders gut und stressfrei. Deshalb kann man sich als Fahrradfahrer auf Tokios Straßen so sicher fühlen wie sonst nur selten im Großstädten.[20]:S. 9
- München hat eine sehr gute Marketing-Arbeit geleistet und sich als Radl-Hauptstadt präsentiert. Zudem wurde das Radwege-Netz auf über 1.200 Kilometer ausgebaut.[20]:S. 10
- In Utrecht wird bis 2018 das größte Fahrrad-Parkhaus mit 12.500 Stellplätzen entstehen.[20]:S. 16
- In London sind Fahrrad-Highways durch die City geplant.[22]
- Nantes hat innerhalb von fünf Jahren 400 Kilometer Radwege gebaut.[1]
- In Bordeaux wurde neben der Einführung eines breit genutzten Bike-Share-Angebots auch das Straßenbahnnetz ausgebaut, was wichtig für die Juroren war, denn eine Straßenbahn-Stadt würde sich oft auch zu einer fahrradfreundlichen Stadt entwickeln.[23]

## Empfehlungen
Für jede Stadt werden Empfehlungen ausgesprochen, wie die weitere Entwicklung aussehen könnte:
- Berlin und Hamburg werden insgesamt als verkehrskonservativ und beratungsresistent charakterisiert, was als verbesserungsfähig angesehen wurde.[24]
- Es wird argumentiert, dass Berlin für einen Bruchteil der Investitionen in Straßen und Flughäfen seine Fahrrad-Infrastruktur modernisieren könnte. Besonders würde es an Stellplätzen fehlen.[19]
- München wäre jetzt reif für den nächsten Schritt, solle zur verstärkten Nutzung des Fahrrads ermutigen und den Radfahrern mehr Platz auf den Straßen bieten.[20]:S. 10
- In Amsterdam könnten die Fahrradwege optisch einheitlicher gestaltet werden.[20]:S. 18
- Hamburg hätte das Zeug, in einer Liga mit Amsterdam und Kopenhagen zu spielen, wenn es die Infrastruktur ausbauen würde.[1]

## Videos
In deutscher Sprache:
- So revolutionieren Fahrräder die Metropolen, von Ulli Kulke, Die Welt, Laufzeit: 1:25 Minuten, 10. April 2014

Filmserie, die viele „gute Beispiele“ herausstreicht (in englischer Sprache):
- Überblick, Laufzeit: 5:40 Minuten, Copenhagenize.com, 14. Juli 2013
- Die grüne Welle, Laufzeit: 2:50 Minuten, Copenhagenize.com, 22. Juli 2013
- Intermodalität, Laufzeit: 3:30 Minuten, Copenhagenize.com, 29. Juli 2013
- Sicherheit-Design, Laufzeit: 3:20 Minuten, Copenhagenize.com, 5. August 2013
- Der Stadtteil „Nørrebrogade“, Laufzeit: 3:10 Minuten, Copenhagenize.com, 12. August 2013
- Fahrradbrücken und -Schnellwege, Laufzeit: 3:20 Minuten, Copenhagenize.com, 19. August 2013
- Design-Details, Laufzeit: 3:20 Minuten, Copenhagenize.com, 26. August 2013
- Lastenfahrräder, Laufzeit: 5:20 Minuten, Copenhagenize.com, 3. September 2013
- Gewohnheiten berücksichtigen, Laufzeit: 3:20 Minuten, Copenhagenize.com, 12. September 2013
- Politischer Wille, Laufzeit: 4:50 Minuten, Copenhagenize.com, 12. September 2013
- Copenhagen new bicycle bridge (cykel slangen), You-Tube Video zur „Schlangen“-Brücke (engl.: Snake-Bridge bzw. Bicycle-Snake), Laufzeit: 1:40 Minuten, 29. Juni 2014